# Lepidoscia scotinopis
Lepidoscia scotinopis is een vlinder uit de familie van de zakjesdragers (Psychidae). De wetenschappelijke naam van deze soort is voor het eerst voorgesteld als Narycia scotinopis door Edward Meyrick in een publicatie uit 1897.
De soort komt voor in Australië (Victoria).